# Neustadt am Rennsteig
Neustadt am Rennsteig là một đô thị ở huyện Ilm, bang Thüringen, Đức. Đô thị này có diện tích 17,03 km², dân số thời điểm 31 tháng 12 năm 2006 là 1113 người.